# 組內相關

組內相關係數高的資料點圖。同一組的數值比較接近

組內相關係數低的資料點圖。同一組的數值沒有一致的趨勢

在統計學中，組內相關（英語：intraclass correlation）或稱為組內相關係數（英語：intraclass correlation coefficient，ICC）用來表示在同一個群體中，不同單位彼此之間的相似程度。組內相關是描述统计学的範疇之一。

## 文獻來源
1. ↑  Koch, Gary G. . Samuel Kotz and Norman L. Johnson  (编).  4. New York: John Wiley & Sons: 213–217. 1982.